# Ministère de l'Action humanitaire et de la Gestion des catastrophes
Le Ministère de l'action humanitaire et de la gestion des catastrophes du Niger est le ministère chargé de l'action humanitaire et la gestion des catastrophes au Niger.  

## Description

### Siège
Le ministère de l'action humanitaire et de la gestion des catastrophes du Niger a son siège à Niamey.

### Attributions
Ce département ministériel du gouvernement nigérien est chargé de la conception, de la mise en œuvre et du suivi de la politique de l’État en matière de l'action humanitaire et de la gestion des catastrophes du Niger. il contribue à l'amélioration de la résilience des populations face aux crises alimentaires et aux catastrophes

### Ministres
Le ministre de l’Action humanitaire et de la Gestion des catastrophes est Aissa Laouan Wandarama.